# Cenchrus divisus
Espèce
Cenchrus divisus  est une espèce de plantes monocotylédones de la famille des Poaceae. Cette plante du désert est courante sur l'ensemble du Sahara, de la péninsule arabique jusqu'en Inde où elle vit à moyenne altitude dans les lits pierreux et sableux-limoneux des oueds de l'étage tropical où l'eau coule lors des rares pluies. Elle est appréciée des herbivores et plus particulièrement des Dromadaires. Cenchrus divisus est une graminée vivace de taille moyenne et dense dont les tiges de 50 cm à 1 m de haut sont dressées. Ses épillets sont entourés de soies ondulées et densément groupés en épis roses, hérissés et dressés, d'une longueur de 20 à 40 cm.

## Taxonomie

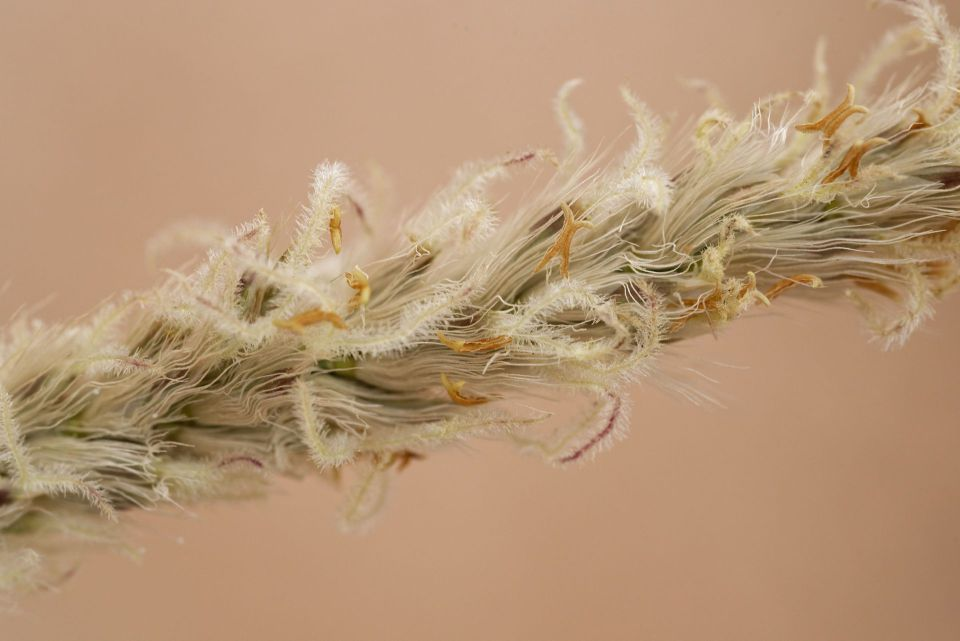
Cenchrus divisus, fleurs (Khemliya, Maroc)

Cette espèce est décrite par le Suédois Pehr Forsskål en 1775 à partir de spécimens récoltés en Égypte sous le nom Panicum dichotomum, un nom illégitime déjà utilisé par son compatriote Carl von Linné. En 1791, l'Allemand Johann Friedrich Gmelin, reprend sa description et lui donne le nouveau nom Panicum divisum. Cependant, nombreux sont les textes du XXe siècle et du XXIe qui se réfèrent à la recombination Pennisetum dichotomum du français Alire Raffeneau-Delile. En 2014, les recherches phylogénétiques moléculaires démontrent la forte proximité génétique entre les genres Panicum et Cenchrus, ils sont alors mêlés au sein du genre légitime Cenchrus.

### Synonymie

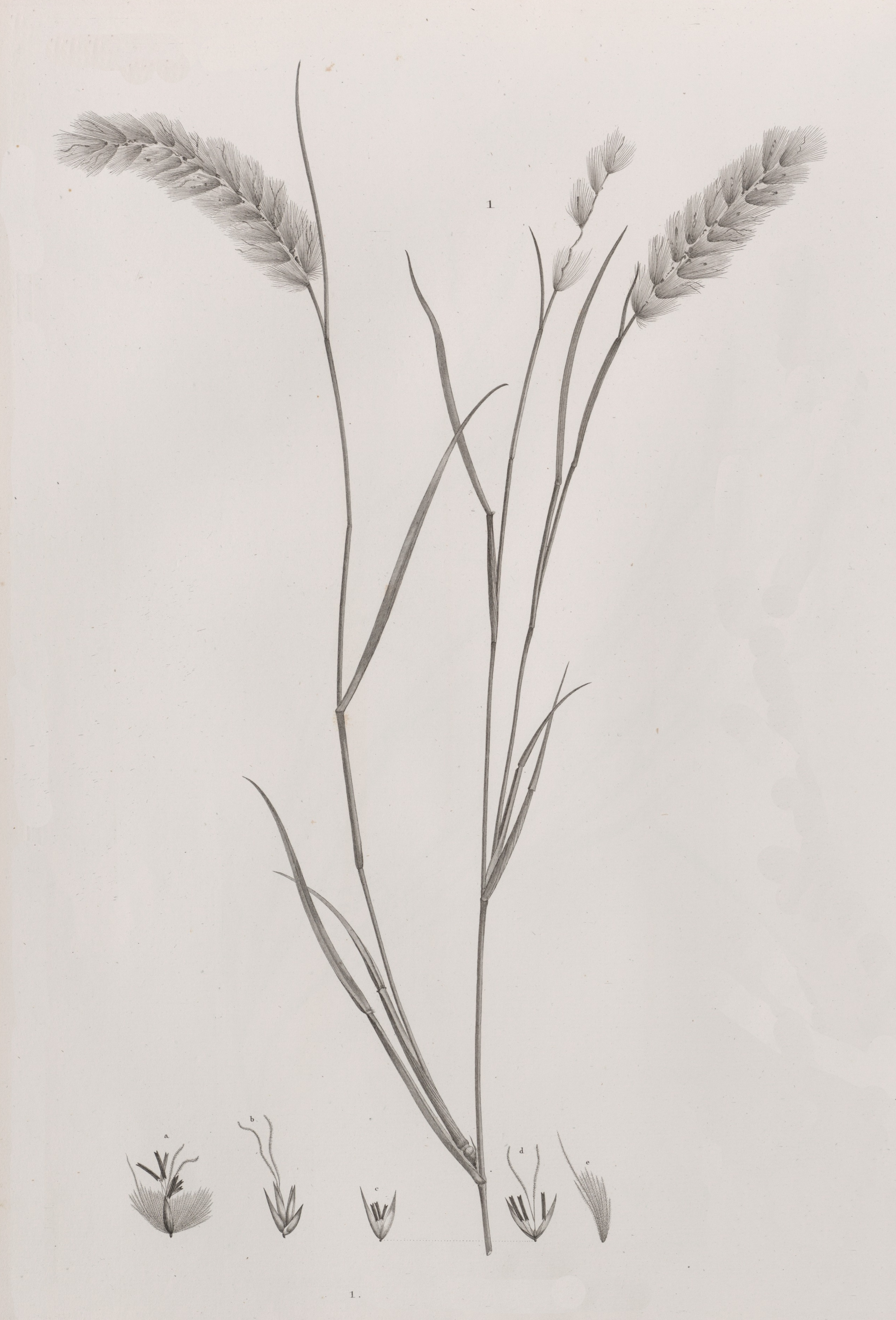
Illustration botanique d'Alire Raffeneau-Delile issue des Description de l'Égypte. Légende : a) épillet avec son involucre ; b) épillet dont le calice ouvert renferme deux fleurons ; c) fleuron mâle de l'épillet ; d) fleuron hermaphrodite ; e) soies plumeuses des involucres.

Cette espèce a pour synonymes :
- Cenchrus elatus (Hochst. ex Steud.) Verloove
- Cenchrus ramosissimus Poir.
- Gymnotrix longiglumis Munro ex Hook.f.
- Panicum dichotomum Forssk.
- Panicum divisum J.F.Gmel.
- Pennisetum asperifolium Hochst. & Steud.
- Pennisetum dichotomum Delile
- Pennisetum divisum (J.F.Gmel.) Henrard
- Pennisetum elatum Hochst. ex Steud.

### Dénominations vernaculaires
En tamachek, la langue des Touaregs, Cenchrus divisus est nommée « talenfézout », « talemfezzout », « tehaoua », « tanafezzout », « farfadi » et « fatfadé », selon les sensibilités des transcripteurs européens. En alphabet Tifinagh, son nom est orthographié ⵜⵌⴼⵏⵏⵏⵜ. En arabe, elle est nommée « mekhamla » et « oum khamela ». Dans les deux langues, l'espèce n'est pas différenciée de Cenchrus orientalis.

## Description

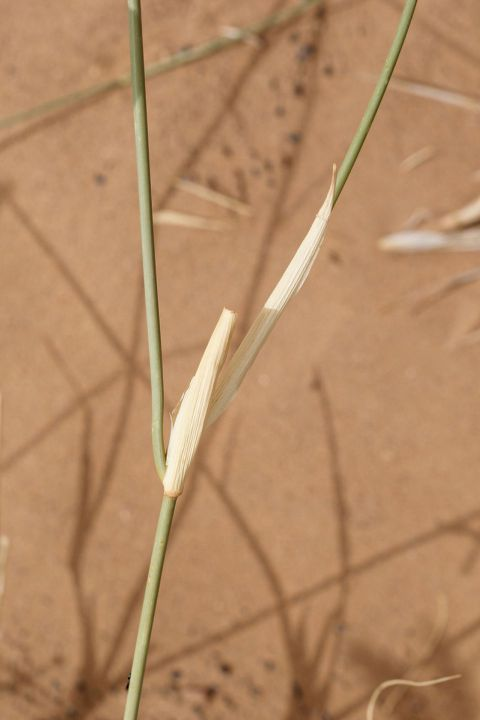
Cenchrus divisus, feuille et ligule (Erfoud, Maroc)

Cette graminée forme des touffes un peu arrondies, hautes de 65 cm à 1 m : ses chaumes sont très rameux et ont la dureté des joncs du désert.
Les rameaux sont effilés, épais seulement de 2 à 3 mm, ils sortent de plusieurs gaines de feuilles avortées en faisceaux de 2 à 3. Les feuilles, qui naissent le long des rameaux, sont linéaires, aiguës, larges de 2 à 4 mm, longues de 1 à 2 dm, y compris leur gaine ; la lame des feuilles est lisse en dessous, striée et rude en dessus et sur les bords ; la gaine est rude en dehors ; sa ligule est formée de cils.
Les épis sont terminaux, solitaires, longs d'environ 1 dm ; l'axe est rude, anguleux. Les épillets sont solitaires ou géminés sur chaque dent de l'axe, entourés de soies rudes et plumeuses, plus longues que ces épillets. Le calice est à deux valves lancéolées, aiguës, un peu plus courte que les fleurons, qui sont au nombre de deux, l'un mâle, l'autre hermaphrodite. Les valves des fleurons sont longues de 7 mm. Les anthères sont bifides ; le style est capillaire, glabre, de la longueur du calice, et se termine en deux stigmates plumeux dont la longueur surpasse celle des valves des fleurons.
Les fruits sont de petits akènes secs ornés de longues soies.

## Espèce proche
Cenchrus ciliaris est une espèce morphologiquement proche à la distribution beaucoup plus vaste : les deux espèces ne diffèrent ni par la structure de leurs feuilles, ni par celle de leurs épis. Seulement l'axe de l'épi est velu chez C. ciliaris, glabre chez C. divisus. Les involucres sont roux et les épillets violets chez C. ciliaris, tandis que les involucres et les épillets sont roses et jaunes très pâles chez C. divisus.

## Biologie

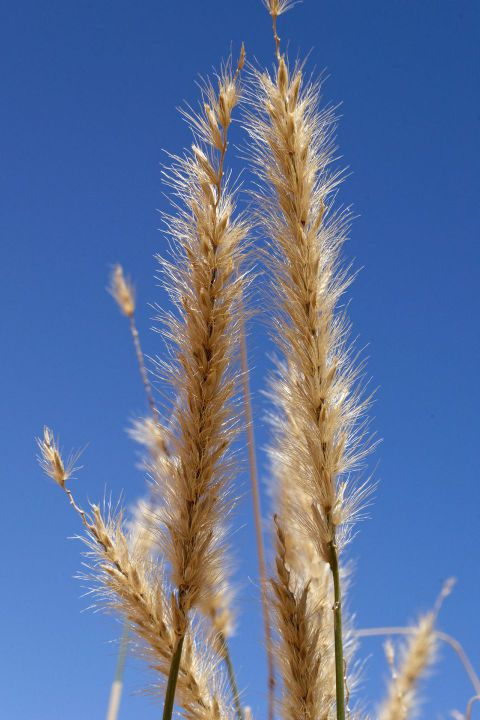
Cenchrus divisus, fruits (Merzouga et Boudnib, Maroc)

Cenchrus divisus est une plante vivace adaptée aux conditions climatiques extrême du désert. Ses parties aériennes présentent un xéromorphisme accentué, mais sans caractères originaux alors que l'appareil souterrain est remarquable par sa grande extension verticale et latérale, qui assure à chaque individu un volume d'alimentation en eau énorme. Ses feuilles montrent une transpiration élevée et sensible au pouvoir évaporant de l'air; néanmoins la chute des limbes en période de grande sécheresse lui assure une protection efficace contre les pertes d'eau. Ce débit d'eau élevé, grâce à un mécanisme d'absorption très efficient lié à une circulation rapide est commun aux graminées vivaces du Sahara.
En Tunisie, Cenchrus divisus est en concurrence directe avec l'invasive Cenchrus setaceus. Cette dernière produit deux à neuf fois plus de graines par plante que l'indigène. En outre, le taux de germination des graines fraîches est sensiblement plus élevé pour C. setaceus (47%) que pour C. divisus (14%). De même, C. setaceus se remet plus rapidement de la tonte et du brûlage, tant en termes de croissance végétative que de floraison, ce qui lui donne un avantage dans les environnements perturbés. En revanche, C. divisus fleurit et produit des graines sur des stations à très faible teneur en eau et en nutriments à l'inverse de C. setaceus, ce qui indique une meilleure tolérance aux faibles ressources.
Sous l'insertion de la gaine des feuilles, se trouve un bourgeon destiné à produire de nouvelles hampes florales.

## Écologie et répartition

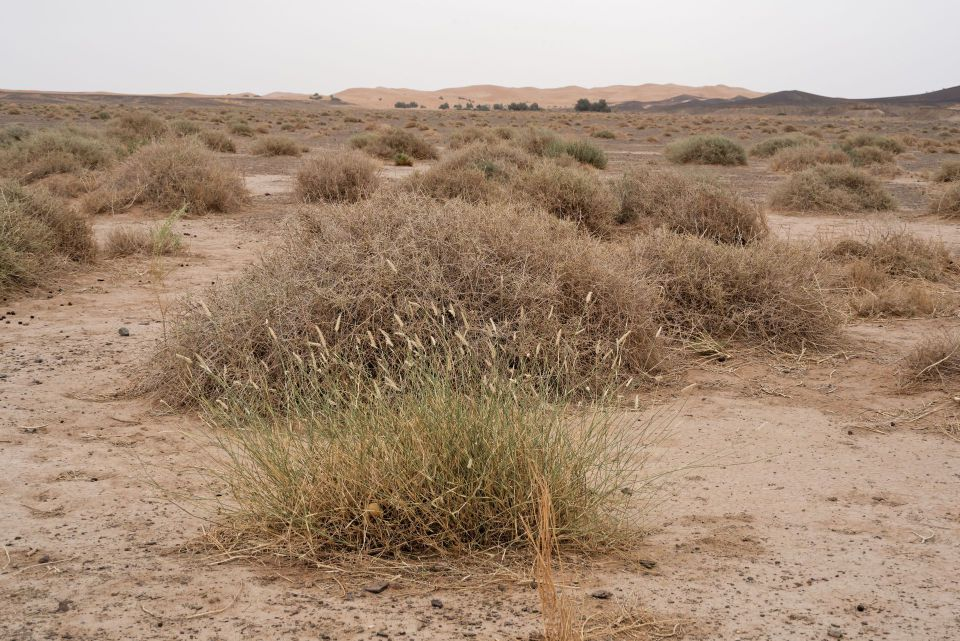
Cenchrus divisus (Khemliya, Maroc)

Cenchrus divisus se développe au sein des oueds, le long du réseau hydrographique et dans les steppes arides du Sahara, du Sahel (Maroc, Sahara occidental, Mauritanie, Algérie, Tchad, Tunisie, Libye, Égypte et Niger) et des zones désertiques de la Péninsule arabique, de la Syrie, du Liban, de la Palestine, de l'Irak, de l'Iran, de l'Afghanistan, du Pakistan et de l'Ouest de l'Inde ainsi que de la corne africaine (Érythrée et Somalie). Elle est considérée comme invasive dans les îles Canaries ,.

## Usages
Cenchrus divisus est une espèce appréciée de nombreux herbivores tels que les ovins et les camelins. Elle supporte une pression de pâturage moyenne, la richesse des parcours étant plus élevée en cas de pâturage contrôlé.
Sur la péninsule arabique, cette graminée est fréquente dans les désert où elle a servi, une fois tressée, à fabriquer des cabanes de berger.